# Alberto Rojas
Alberto Rojas (El Zapote de la Labor, 5 de janeiro de 1965) é um clérigo mexicano e bispo católico romano de San Bernardino.
Alberto Rojas foi ordenado sacerdote pela Arquidiocese de Chicago em 24 de maio de 1997.
Papa Bento XVI nomeou-o Bispo Auxiliar de Chicago e Bispo Titular de Marazanae em 13 de junho de 2011. O Arcebispo de Chicago, cardeal Francis Eugene  George OMI, concedeu sua consagração episcopal em 10 de agosto do mesmo ano; Os co-consagradores foram Gustavo García-Siller MSpS, Arcebispo de San Antonio, e Józef Guzdek, Bispo Militar das Forças Armadas Polonesas.
Em 2 de dezembro de 2019, o Papa Francisco o nomeou Bispo Coadjutor de San Bernardino. Alberto Rojas tornou-se Bispo de San Bernardino em 28 de dezembro de 2020, sucedendo Gerald Richard Barnes, que renunciou por motivos de idade.